# إريخو
بلدية إريخو (بالإسبانية: Irijo) هي بلدية تقع في مقاطعة أورينسي التابعة لمنطقة غاليسيا شمال غرب إسبانيا.

## الديموغرافيا
بلغ عدد سكان بلدية إريخو 1.740 نسمة عام 2011 (وفقاً للمعهد الوطني للإحصاء الإسباني).
| 2.284 | 2.216 | 2.133 | 2.014 | 1.903 | 1.828 | 1.740 |